# Zeuxevania variabilis
Zeuxevania variabilis är en stekelart som beskrevs av Pierre L. G. Benoit 1952. Zeuxevania variabilis ingår i släktet Zeuxevania och familjen hungersteklar. Inga underarter finns listade i Catalogue of Life.